# Río Percey
Le Río Percey est une rivière argentine de la province de Chubut en Patagonie. C'est un sous-affluent du río Futaleufú, tributaire du bassin du Pacifique.

## Géographie
Né dans les Andes au sein du massif de La Hoya (2.200 mètres d'altitude), situé à l'est du Parc national Los Alerces, le cours d'eau coule du nord vers le sud où il baigne la petite cité de Trevelín. 

Il se jette en rive droite dans le río Corintos, une dizaine de kilomètres avant le confluent de ce dernier avec le río Futaleufú (peu en aval du barrage-lac d'Amutui Quimei).

## Hydrographie
Il reçoit de droite une série de petits affluents issus du Cordón Rivadavia qui culmine au Cerro la Torta haut de 2 200 mètres, et notamment l'émissaire de la lagune Trafipan. 

En rive gauche, il reçoit l'émissaire de la lagune Caradogh puis l'arroyo Esquel qui lui apporte les eaux de la région de la ville d'Esquel. 